# Stanisław Gołębiowski (brydżysta)
Stanisław Gołębiowski (ur. 22 marca 1962) – polski brydżysta, World Master (WBF), Arcymistrz Międzynarodowy (PZBS), sędzia okręgowy, Instruktor Sportu, kapitan drużyny KZ AZS PWR I Wrocław.
Stanisław Gołębiowski od roku 2008 jest wiceprezesem PZBS.
Był członkiem komitetu organizacyjnego 6. Pucharu Mistrzów w roku 2007 oraz 9. Młodzieżowych Mistrzostw Europy w roku 2008, które odbywały się we Wrocławiu.
Był niegrającym kapitanem drużyny SAPW na 6. PM oraz drużyny juniorów na 1. Olimpiadzie Sprotów Umysłowych. Pełni funkcje trenera reprezentacji młodzieżowych i uniwersyteckich Polski.
Jest autorem konwencji brydżowej Bubrotka.

## Wyniki brydżowe

### Rozgrywki krajowe
W rozgrywkach krajowych zdobywał następujące lokaty:
| Drużynowe mistrzostwa Polski | Drużynowe mistrzostwa Polski  | Drużynowe mistrzostwa Polski |
| Sezon                        | Drużyna                       | Pozycja                      |
| ---------------------------- | ----------------------------- | ---------------------------- |
| 2013/14                      | Ruch-AZS Politechnika Wrocław | 1                            |
| 2012/13                      | Ruch-AZS Politechnika Wrocław | 1                            |
| 2010/11                      | Ruch-AZS Politechnika Wrocław | 3                            |
| 2008/09                      | Sygnity AZS P Wrocław         | 2                            |
| 2007/08                      | Sygnity AZS P Wrocław         | 1                            |
| 2006/07                      | Sygnity AZS P Wrocław         | 1                            |
| 2003/04                      | Computerland AZS P Wrocław    | 1                            |
| 2002/03                      | AZS Politechnika Wrocław      | 2                            |
| 2001                         | Cronix AZS P. Wrocław         | 2                            |
| 2000                         | AZS Politechnika Wrocław      | 1                            |
| 1999                         | Evita AZS Wrocław             | 3                            |
| 1998                         | Evita AZS Wrocław             | 3                            |
| 1996                         | AZS Politechnika Wrocław      | 2                            |
| 1995                         | AZS Politechnika Wrocław      | 2                            |
| 1994                         | AZS Politechnika Wrocław      | 3                            |
| 1993                         | AZS Politechnika Wrocław      | 1                            |
| 1992/93                      | AZS Politechnika Wrocław      | 3                            |
| 1991/92                      | AZS Wrocław                   | 2                            |

| Mistrzostwa Polski par | Mistrzostwa Polski par | Mistrzostwa Polski par | Mistrzostwa Polski par |
| Rok                    | Kategoria              | Partner                | Pozycja                |
| ---------------------- | ---------------------- | ---------------------- | ---------------------- |
| 1996                   | Miksty                 | Ewa Miszewska          | 2                      |
| 1991                   | Open                   | Wojciech Olański       | 1                      |
| 1989                   | Open                   | Marian Kupnicki        | 3                      |

| Mistrzowska Majówka | Mistrzowska Majówka | Mistrzowska Majówka | Mistrzowska Majówka |
| Rok                 | Kategoria           | Partner             | Pozycja             |
| ------------------- | ------------------- | ------------------- | ------------------- |
| 2005                | Open                | Maciej Wręczycki    | 1                   |

| Mistrzostwa Polski Teamów | Mistrzostwa Polski Teamów | Mistrzostwa Polski Teamów | Mistrzostwa Polski Teamów |
| Rok                       | Typ                       | Kategoria                 | Pozycja                   |
| ------------------------- | ------------------------- | ------------------------- | ------------------------- |
| 2014                      | Patton                    | Open                      | 3                         |
| 2014                      | Otwarte                   | Open                      | 2                         |
| 2013                      | Otwarte                   | Open                      | 1                         |
| 2006                      | Otwarte                   | Open                      | 2                         |
| 1997                      | IMP                       | Open                      | 1                         |
| 1997                      | IMP                       | Open                      | 1                         |
| 1994                      | IMP                       | Open                      | 2                         |
| 1994                      | Patton                    | Open                      | 2                         |
| 1988                      | IMP                       | Open                      | 1                         |

### Zawody światowe
W światowych zawodach zdobył następujące lokaty:
| Mistrzostwa Świata. Konkurencja teamów | Mistrzostwa Świata. Konkurencja teamów | Mistrzostwa Świata. Konkurencja teamów | Mistrzostwa Świata. Konkurencja teamów | Mistrzostwa Świata. Konkurencja teamów | Mistrzostwa Świata. Konkurencja teamów |
| Rok                                    | Miejsce                                | Zawody                                 | Kategoria                              | Drużyna                                | Pozycja                                |
| -------------------------------------- | -------------------------------------- | -------------------------------------- | -------------------------------------- | -------------------------------------- | -------------------------------------- |
| 2014                                   | Sanya                                  | 14. Seria Mistrzostw Świata            | Open                                   | Mazurkiewicz                           | 1                                      |
| 2013                                   | Nusa Dua                               | 41. Mistrzostwa Świata Teamów          | Trans                                  | Polish Students                        | 5                                      |
| 2011                                   | Veldhoven                              | 40. Mistrzostwa Świata Teamów          | Trans                                  | AZS Poland                             | 22                                     |
| 2010                                   | Filadelfia                             | 13. Seria Mistrzostw Świata            | Open                                   | Budimex                                | 33                                     |
| 2006                                   | Werona                                 | 12. Mistrzostwa Świata                 | Open                                   | Computerland                           | 65                                     |
| 2003                                   | Monte Carlo                            | 36. Mistrzostwa Świata Teamów          | Trans                                  | Computerland                           | 16                                     |
| 2001                                   | Paryż                                  | 35. Mistrzostwa Świata Teamów          | Trans                                  | Cronix AZS                             | 27                                     |
| 1997                                   | Hammamet                               | 33. Mistrzostwa Świata Teamów          | Trans                                  | Chmurski                               | 37                                     |

| Mistrzostwa Świata. Konkurencja par | Mistrzostwa Świata. Konkurencja par | Mistrzostwa Świata. Konkurencja par | Mistrzostwa Świata. Konkurencja par | Mistrzostwa Świata. Konkurencja par | Mistrzostwa Świata. Konkurencja par |
| Rok                                 | Miejsce                             | Zawody                              | Kategoria                           | Partner                             | Pozycja                             |
| ----------------------------------- | ----------------------------------- | ----------------------------------- | ----------------------------------- | ----------------------------------- | ----------------------------------- |
| 2010                                | Filadelfia                          | 13. Mistrzostwa Świata              | Open                                | Jacek Kalita                        | 146                                 |
| 2006                                | Werona                              | 12. Mistrzostwa Świata              | Open IMP                            | Tomasz Sielicki                     | 97                                  |
| 2006                                | Werona                              | 12. Mistrzostwa Świata              | Open                                | Tomasz Sielicki                     | 155                                 |
| 1998                                | Lille                               | 10. Mistrzostwa Świata              | Miksty                              | Joanna Zalewska                     | 236                                 |

### Zawody europejskie
W europejskich zawodach zdobył następujące lokaty:
| Zawody europejskie. Konkurencja teamów | Zawody europejskie. Konkurencja teamów | Zawody europejskie. Konkurencja teamów | Zawody europejskie. Konkurencja teamów | Zawody europejskie. Konkurencja teamów | Zawody europejskie. Konkurencja teamów |
| Rok                                    | Miejsce                                | Zawody                                 | Kategoria                              | Drużyna                                | Pozycja                                |
| -------------------------------------- | -------------------------------------- | -------------------------------------- | -------------------------------------- | -------------------------------------- | -------------------------------------- |
| 2013                                   | Opatija                                | 12. Puchar Europy                      | Open                                   | Ruch SA PWR Wrocław                    | 3                                      |
| 2009                                   | San Remo                               | 4. Otwarte Mistrzostwa Europy          | Open                                   | Sygnity                                | 17                                     |
| 2005                                   | Teneryfa                               | 2. Otwarte Mistrzostwa Europy          | Miksty                                 | Golebiowski                            | 60                                     |
| 2005                                   | Teneryfa                               | 2. Otwarte Mistrzostwa Europy          | Open                                   | Computerland AZS PWR                   | 36                                     |
| 2004                                   | Barcelona                              | 3. Puchar Europy                       | Open                                   | CW-Poland                              | 2                                      |
| 2003                                   | Mentona                                | 1. Otwarte Mistrzostwa Europy          | Miksty                                 | Miszewska                              | 96                                     |
| 2002                                   | Ostenda                                | 7. Mistrzostwa Europy Mikstów          | Miksty                                 | Miszewska                              | 12                                     |
| 2000                                   | Bellaria                               | 6. Mistrzostwa Europy Mikstów          | Miksty                                 | Zawiślak                               | 15                                     |
| 1998                                   | Akwizgran                              | 5. Mistrzostwa Europy Mikstów          | Miksty                                 | Siwiec                                 | 23                                     |

| Zawody europejskie. Konkurencja par | Zawody europejskie. Konkurencja par | Zawody europejskie. Konkurencja par | Zawody europejskie. Konkurencja par | Zawody europejskie. Konkurencja par | Zawody europejskie. Konkurencja par |
| Rok                                 | Miejsce                             | Zawody                              | Kategoria                           | Partner                             | Pozycja                             |
| ----------------------------------- | ----------------------------------- | ----------------------------------- | ----------------------------------- | ----------------------------------- | ----------------------------------- |
| 2009                                | San Remo                            | 4. Otwarte Mistrzostwa Europy       | Open                                | Tomasz Sielicki                     | 115                                 |
| 2007                                | Antalya                             | 3. Otwarte Mistrzostwa Europy       | Open                                | Włodzimierz Starkowski              | 27                                  |
| 2005                                | Teneryfa                            | 2. Otwarte Mistrzostwa Europy       | Mikst                               | Joanna Zalewska                     | 39                                  |
| 2005                                | Teneryfa                            | 2. Otwarte Mistrzostwa Europy       | Open                                | Tomasz Sielicki                     | 76                                  |
| 2003                                | Mentona                             | 1. Otwarte Mistrzostwa Europy       | Mikst                               | Joanna Zalewska                     | 38                                  |
| 2002                                | Ostenda                             | 7. Mistrzostwa Europy Mikstów       | Mikst                               | Joanna Zalewska                     | 27                                  |
| 2001                                | Sorrento                            | 11. Mistrzostwa Europy Par          | Open                                | Włodzimierz Starkowski              | 34                                  |
| 2000                                | Bellaria                            | 6. Mistrzostwa Europy Mikstów       | Mikst                               | Joanna Zalewska                     | 37                                  |
| 1999                                | Warszawa                            | 10. Mistrzostwa Europy Par          | Open                                | Mirosław Miłaszewski                | 105                                 |
| 1998                                | Akwizgran                           | 5. Mistrzostwa Europy Mikstów       | Mikst                               | Joanna Zalewska                     | 11                                  |
| 1997                                | Haga                                | 9. Mistrzostwa Europy Par           | Open                                | Andrzej Bondarewicz                 | 73                                  |
| 1996                                | Monte Carlo                         | 4. Mistrzostwa Europy Mikstów       | Mikst                               | Ewa Miszewska                       | 147                                 |
| 1993                                | Bielefeld                           | 7. Mistrzostwa Europy Par           | Open                                | Andrzej Bondarewicz                 | 149                                 |
| 1991                                | Montecatini                         | 6. Mistrzostwa Europy Par           | Open                                | Wojciech Olański                    | 90                                  |